# Peloton (cyclisme)

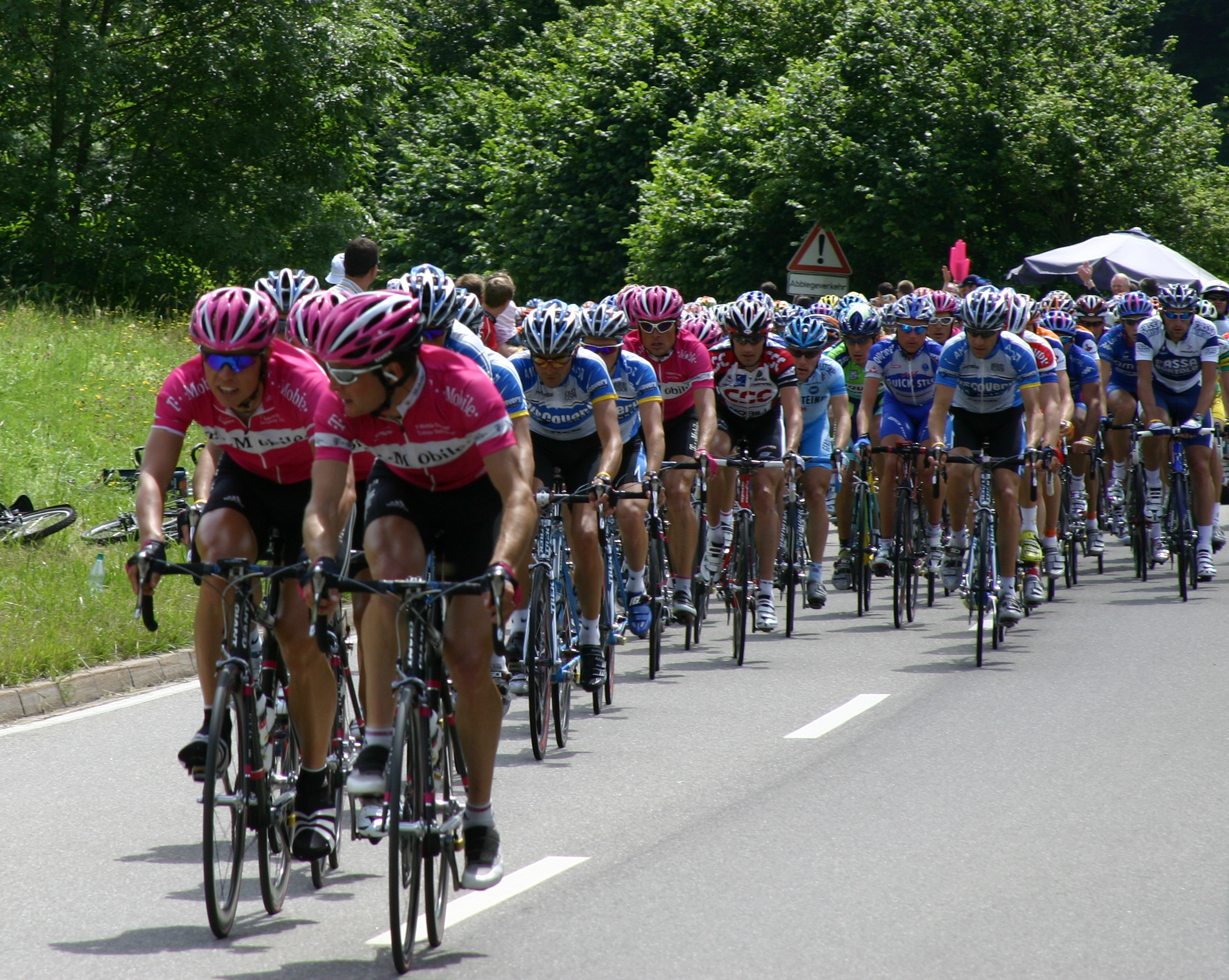
Peloton du Tour de France

Pour les articles homonymes, voir Peloton.
Le peloton  est un terme sportif qui désigne un groupe de coureurs qui demeurent ensemble au cours d'une épreuve. Il peut y avoir un « peloton de tête ».
En cyclisme le peloton représente le groupe majoritaire et ceux qui parviennent à s'extirper de ce groupe sont nommés les « échappés ». Ceux qui sont distancés peuvent aussi se regrouper dans l'« autobus » (souvent nommé « gruppetto », terme italien), le peloton de ceux qui en fin de course se regroupent pour finir l'étape dans les délais requis par le règlement et éviter d'être éliminés. Parfois, le terme de peloton désigne l'ensemble des coureurs cyclistes professionnels.